# Jea-eun Kim
Jea-eun Kim (hangŭl (김지은, Kim Ji-eun?); 4 febbraio ... – 2 giugno 2011) è stata una fumettista sudcoreana.
Autrice di manwha sunjong è deceduta il 2 giugno 2011, malata di cancro.

## Opere
- Inside Too Kip Delays  (내겐 너무 작은 연인) (1998)
- Soul to Seoul (이스트 코스트 ) (2001)
- Overwhelming Them  (압도적인 그들) (2002)
- He Was Cool (그놈은 멋있었다) (2004)
- Running on Empty  (허공의 질주) (2008)
- Teen Spirit (틴 스피릿) (2009)